# Cerreto Guidi
Cerreto Guidi (pronuncia: /ʧerˈreto ˈɡwidi/) è un comune italiano di 10 766 abitanti della città metropolitana di Firenze in Toscana.

## Geografia fisica
- Classificazione sismica: zona 2 (sismicità medio-alta), Ordinanza PCM 3274 del 20/03/2003
- Classificazione climatica: zona D, 1698 GG
- Diffusività atmosferica: alta, Ibimet CNR 2002

## Storia
Al plebiscito del 1860 per l'annessione della Toscana alla Sardegna i "sì" non ottennero la maggioranza degli aventi diritto (totale 1731), con un astensionismo da record.

### Simboli
Lo stemma e il gonfalone sono stati concessi con DPR dell'8 novembre 1993.
L'insegna col cerro — varietà di quercia diffusa nei boschi che un tempo circondavano il paese — è di antica origine ed è documentata da un sigillo risalente al XIV secolo oltre che da vari stemmari di epoca granducale.
Il gonfalone è un drappo partito di giallo e di verde.

## Monumenti e luoghi d'interesse

### Architetture religiose
- Pieve di San Leonardo (Cerreto Guidi), ricordata fin dal X secolo, venne completamente ristrutturata dal granduca Cosimo I, che aveva promosso una serie di importanti interventi architettonici.
- Oratorio della Santissima Trinità, tra gli arredi, un'interessante tavola di gusto controriformista, attribuita al Passignano, rappresentante la Comunione di santa Liberata.
- Oratorio di San Rocco
- Oratorio di San Jacopo
- Santuario di Santa Liberata, sorse nel Trecento intorno a un affresco dedicato a santa Liberata, il cui culto si accrebbe durante i secoli.

### Architetture civili

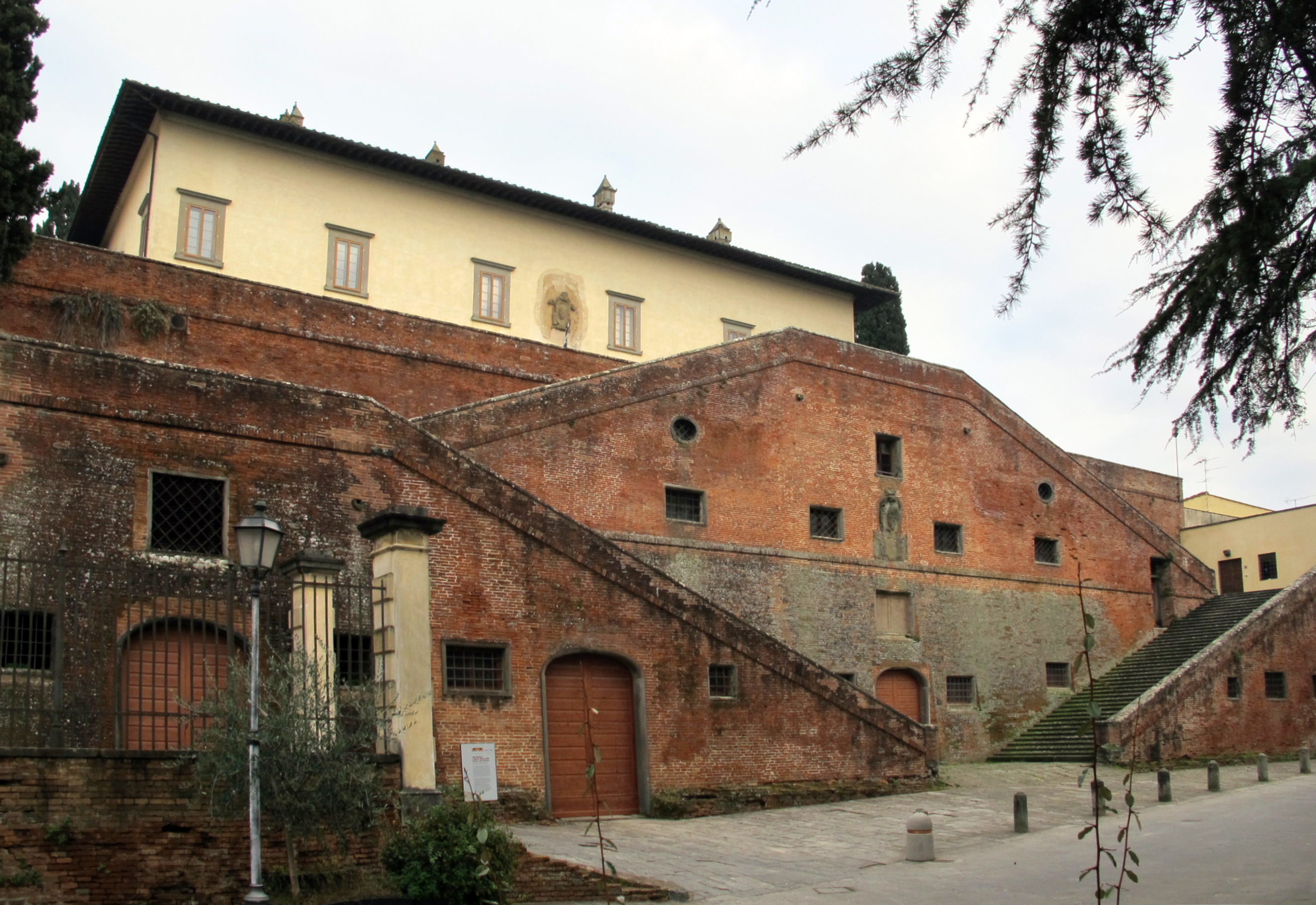
Villa medicea di Cerreto Guidi

#### Ville
- Villa medicea di Cerreto Guidi
- Villa medicea di Stabbia

### Altro
- Monumento ai caduti di Oreste Chilleri

## Società

### Evoluzione demografica
Abitanti censiti

### Etnie e minoranze straniere
Secondo i dati ISTAT al 31 dicembre 2010 la popolazione straniera residente era di 1 350 persone.
Le nazionalità maggiormente rappresentate in base alla loro percentuale sul totale della popolazione residente erano:
- Cina 814 7,59%
- Albania 214 2,00%

## Amministrazione
Di seguito è presentata una tabella relativa alle amministrazioni che si sono succedute in questo comune.
| Periodo        | Periodo        | Primo cittadino   | Partito                                                        | Carica  | Note   |
| -------------- | -------------- | ----------------- | -------------------------------------------------------------- | ------- | ------ |
| 30 luglio 1985 | 18 giugno 1990 | Livio Lensi       | Partito Comunista Italiano                                     | Sindaco | [ 11 ] |
| 16 luglio 1990 | 24 aprile 1995 | Gino Bambini      | Partito Comunista Italiano, Partito Democratico della Sinistra | Sindaco | [ 11 ] |
| 24 aprile 1995 | 14 giugno 1999 | Luca Fanciullacci | Partito Democratico della Sinistra                             | Sindaco | [ 11 ] |
| 14 giugno 1999 | 14 giugno 2004 | Luca Fanciullacci | centro-sinistra                                                | Sindaco | [ 11 ] |
| 15 giugno 2004 | 8 giugno 2009  | Carlo Tempesti    | lista civica                                                   | Sindaco | [ 11 ] |
| 8 giugno 2009  | 26 maggio 2014 | Carlo Tempesti    | centro-sinistra                                                | Sindaco | [ 11 ] |
| 26 maggio 2014 | in carica      | Simona Rossetti   | Partito Democratico                                            | Sindaco |        |

### Gemellaggi
- Saint Marcel[12]
- Pianello Val Tidone[13]

## Sport
- Real Cerretese
- Cerretese Pallavolo
- Cerretese Basket